# 野中美鄉
野中美鄉（日语：野中 美郷，1991年4月20日—）是日本前偶像藝人，為女子偶像團體AKB48 Team B前成員，前所屬經紀公司為尾木製作。福岡縣出身，在神奈川縣橫濱市長大。

## 經歷
2009年
- 8月23日在「AKB104選拔成員組閣祭」演唱會的晚場公演中，公布將昇格成為Team K的成員。

2010年
- 4月-5月期间，创下了连续进行48场剧场公演的记录。

2014年
- 2月24日，於Zepp DiverCity Tokyo（日语：Zepp）舉辦的「AKB48集團大組閣祭」中宣布留任Team B[4]。

- 2月28日，於AKB48的冠名節目AKB48的你、是誰？中宣布畢業。[5][6]

- 4月22日，於AKB48劇場舉行畢業公演[7]。

- 5月31日，與事務所的合約結束[8]，並從演藝圈引退[9]。

- 9月23日，參加於橫濱國際平和會議場舉辦的「勇往直前」劇場盤發售紀念大握手會，至此以AKB48成員身分參與的活動全部結束[7]。

## 人物
- 大島麻衣與佐藤亞美菜、中田ちさと、前田敦子等人叫她「もなか」，而Team研究生的成員與同期的高城亞樹常叫她「みちゃ」。跟梅田彩佳是同鄉。
- 與梅田繪理香（前℃-ute成員）唸同一所中學，交情很好。
- 18年之間都不知道自己的血型，在2009年7月26日的Team K公演中因為鈴木紫帆里的發言，野中才知道自己的血型是A型。本人一直以為是O型。
- AKB48总制作人秋元康于2012年3月14日，在其个人g+上公布以野中美乡命名的2012年AKB48全国47都道府县巡回演唱会的名字[野中美郷，移动。〜在47都道府县相会吧〜]

## 參加AKB48樂曲

### 單曲CD選抜曲
- 「大声钻石」中收錄
  - 大声钻石（研究生 ver.） - 研究生名义
- 「 RIVER」中收錄
  - 飞机云 - Theater Girls名义
- 「馬尾與髮圈」中收錄
  - 我的YELL - Theater Girls名义
- 「Beginner」中收錄
  - 哭泣的场所 - DIVA名义
- 「机会的顺序」中收錄
  - ALIVE - Team K名义
- 「变成樱花树」中收錄
  - K区域 - DIVA名义
- 「风正在吹」中收錄
  - Vamos - Under Girls 蔷薇组名义
- 「崇尚麻里子」中收錄
  - 零和太阳 - Team K名义
- 「GIVE ME FIVE!」中收錄
  - 如果是荣格或佛洛伊德 - Special Girls C名义
- 「仲夏的Sounds good!」中收錄
  - 3滴眼泪 - Special Girls名义
- 「格子花纹」中收錄
  - 那一天的风铃 - Waiting Girls名义
- 「UZA」中收錄
  - 不是正义使者的英雄 - Team B名义
- 「永远的压力」中收录
  - 我们的Reason
- 「So long!」中收录
  - 怎么会在那里踩到狗屎？ - 梅田Team B名义
- 「再见自由式」中收录
  - 浪漫手枪 - Team B名义
- 「真心电流」中收录
  - Tiny T-shirt - Team B名义
- 「勇往直前」中收录
  - 恋爱什么的
- 「拉布拉多寻回犬」中收录
  - B花园 - Team B名义

## 分組參加曲
TeamA 5th Stage「恋愛禁止条例」公演（劇場初登台）
1. 恋愛禁止条例

※高橋みなみ・峯岸みなみ的代役
1. 盛夏的聖誕玫瑰

※正式成員的代役
向日葵组 2nd Stage「不要让梦想死去」公演
1. 對不起 我的寶石（伴舞）

※倉持明日香的全員曲代役
TeamB 4th Stage「偶像的黎明」公演
1. 單戀對角線（伴舞）
2. 口對口的巧克力

※柏木由紀的代役
Team研究生 「偶像的黎明」公演
1. 口對口的巧克力

TeamK 5th Stage「引体后空翻」公演
※野呂佳代的全員曲代役
THEATER G-ROSSO「不要让梦想死去」公演
1. 記憶的兩難

※野呂佳代・田名部生來的替補
TeamK 6th Stage「RESET」公演
1. 奇跡也趕不及合格
2. 為了明天而接吻※

※秋元才加・松井咲子的代役
研究生 「戀愛禁止條例」公演
1. 恋愛禁止条例

## 演出

### 電視劇
- 馬路須加學園 最終話（2010年3月26日、東京電視台） - 飾演 馬路須加女学園學生
- 來自櫻花的信 ～AKB48 各自的畢業故事～（2011年2月26日 - 3月6日，日本電視台） - 飾演 野中美鄉
- 馬路須加學園2 最終話（2011年7月1日、東京電視台） - 飾演 ミサト

### 綜藝節目
- AKBINGO!（2008年10月8日・2009年5月6日（再現VTR）・8月27日・2010年11月18日 - 12月1日・2011年1月5日、日本電視台）
- 週刊AKB（2010年3月19日 - 4月2日・8月13日・10月22日・29日、東京電視台）
- AKB1/48（2010年3月19日、エンタ!371）
- 有吉AKB共和国（2010年10月21日、TBS） - 「有吉AKB共和国 特別編 全部都看見!選抜猜拳大会」與小嶋陽菜的對戰
- 金曜スーパープライム「2011新春突撃!隣のスタアの晩ごはん」（2011年1月14日、日本電視台）
- AKB48神TV特別節目〜發現全新自我 「你好」韓國海軍部隊〜（家庭劇場、2011年7月17日）

### 廣播節目
- ON8「柱NIGHT! with AKB48」（2009年11月30日・2010年3月1日、bayfm）
- AKB48のオールナイトニッポン（2010年8月27日（電話）・2011年2月11日・8月19日、日本放送）

### 舞台劇
- AKB歌劇團「∞・Infinity」（2009年10月30日 - 11月8日、THEATER G-ROSSO） - 飾演 下級生
- STRAYDOG番外公演「へなちょこヴィーナス」（2010年9月1日 - 3日、Woody Theatre 中目黒）
- ガールズプリズンオペラ（2011年3月30日 - 4月3日、中野 テアトルBONBON）

### DVD
- なつみちゃ（2010年12月22日、E-NET FRONTIER） - 野中美鄉&松原夏海名義

## 外部連結
- AKB48個人介紹頁（日語）
- 尾木製作個人介紹頁（日語）
- AKB48 Team Ogi個人介紹頁（日語）
- 野中美郷官方部落格「みちゃえる～む」（2013年5月9日 - 2014年5月31日）（日語）
  - 舊部落格（日語）（2011年5月16日 - 2013年7月11日）
- 野中美鄉的X（前Twitter）（2014年9月23日 - ）（日語）
- 野中美鄉的Instagram帳戶（日語）
- 野中美鄉的Google+（日語）
- 野中美鄉的SHOWROOM專頁（日語）
- 野中美鄉的Ameba部落格（日語）（2019年1月1日 - ）